# Эрнандес, Абель
А́бель Мати́ас Эрна́ндес Плате́ро (исп. Abel Mathías Hernández Platero; 8 августа 1990, Пандо) — уругвайский футболист, нападающий клуба «Ливерпуль» (Монтевидео). Выступал за сборную Уругвая (2010—2017).

## Биография

### Клубная карьера
Абель Эрнандес начал карьеру в футбольной школе клуба «Аталанта» из родного города Пандо. В возрасте 11-ти лет он перешёл в школу «Пеньяроля», где провёл 4 года. Оттуда Эрнандес был исключён из-за слишком хрупкого телосложения, которое сочли неподходящим для футболиста. После этого Эрнандес перешёл в клуб «Сентраль Эспаньол», где с 2007 года начал выступать за основной состав команды. Летом 2008 года Абель прошёл просмотр в итальянском клубе «Дженоа». Клуб принял решение не заключать контракт с игроком из-за отсутствия гражданства в ЕС и плохого медицинского состояния футболиста.
31 июля 2008 года Эрнандес вернулся в «Пеньяроль», где быстро завоевал место в основном составе. В октябре того же года у уругвайца обнаружилась аритмия верхнего сердечного желудочка. Через 32 дня, после комплексного обследования, врачи клуба дали Эрнандесу разрешение возобновить тренировки.
2 февраля 2009 года «Палермо» выкупил 50 % прав на Эрнандеса, заплатив 3,7 млн евро и подписав контракт до 2013 года. При этом клуб получил первоочередное право выкупить оставшиеся права на игрока. 23 февраля Эрнандес прошёл полноценное обследование, которое выясняло возможности футболиста к физическим нагрузкам. Дебютной игрой Эрнандеса стал матч чемпионата Италии, 15 марта, с «Лечче», где он вышел на 84-й минуте, заменив Эдинсона Кавани. После этого Эрнандес провёл ещё один матч, с «Кьево», и был отдан в молодёжную команду «Палермо», в составе которой забил победный гол в матче с «Салернитаной». Затем он продолжал забивать голы за «молодёжку» клуба, поразив в 1/4 финала ворота «Ювентуса», а затем сделав голевой пас в полуфинальной игре с клубом «Кьево» (1:0). В финале «примаверы» Эрнандес забил единственный в матче с «Сиеной» гол и принёс победу своей команде, впервые в её истории выступлений в молодёжном чемпионате Италии. В апреле 2012 года «Палермо» продлило контракт с Абелем до 30 июня 2016 года. В октябре того же года он получил разрыв связок колена из-за чего выбыл из строя на полгода.
Летом 2014 года уругваец перешёл в «Халл Сити», сумма трансфера составила 9,5 млн фунтов. Сумма перехода футболиста стала рекордной для клуба, также уругваец стал самым высокооплачиваемым игроком команды с доходом в 35 тыс. фунтов в неделю. В мае 2015 года Абель был дисквалифицирован на 3 матча за грубость против Фила Джонса. В ноябре 2016 года Эрнандес получил травму паха, из-за чего пропустил более месяца. В декабре того же года нападающий продлил контракт с «Халлом» до лета 2018 года. 29 января 2017 года Эрнандес в матче Кубка Англии не забил два пенальти, которые пробивались с разницей в 30 секунд: первый пенальти отбил вратарь, после чего мяч отскочил к Абелю, но голкипер успел сфолить и был назначен второй одиннадцатиметровый. Его во второй раз пробил Эрнандес, и во второй раз голкипер смог отбить удар. В августе 2017 года Абель получил тяжёлую травму ахиллова сухожилия, из-за чего выбыл из строя на шесть месяцев.
Летом 2018 года появилась информация об интересе к уругвайцу со стороны московского ЦСКА. 1 августа подписал с клубом контракт на 3 года. Его оклад составил 1,8 миллиона евро в год. Также в контракте уругвайца прописан пункт, предусматривающий возможность расторжения соглашения без выплаты компенсации в случае получения футболистом тяжелой травмы в ближайшие полгода. 2 августа провёл первую тренировку в новой команде. 5 августа Эрнандес дебютировал в составе «армейцев». Нападающий вышел на замену в начале второго тайма матча 2-го тура с «Ростовом» (0:1). 11 августа в матче 3-го тура с «Енисеем» (1:1) забил свой первый мяч за «красно-синих». Уругваец появился на поле на 57-й минуте встречи, а на 79-й забил с пенальти. В матче 7-го тура с «Уфой» (3:0) Абель получил повреждение мягких тканей бедра. Восстановление заняло больше месяца. 3 ноября уругваец вновь получил травму. Это произошло во время матча 13-го тура чемпионата против московского «Динамо» (0:0). У форварда было диагностировано повреждение приводящей мышцы правого бедра. Для нападающего этот выход на поле стал первым с середины сентября. 13 апреля 2019 года отличился в ворота «Оренбурга», однако армейцы уступили со счётом 2:3. По концу сезона, игрок покинул клуб ЦСКА, соглашение было расторгнуто по обоюдному согласию.
В июле 2019 года Абель Эрнандес продолжит карьеру в Катаре, футболист подписал контракт с «Аль-Ахли» из Дохи.
28 августа 2020 года Эрнандес бесплатно перешел в бразильский клуб «Интернасьонал», подписав годовой контракт.
16 апреля 2021 года «Флуминенсе» объявил о подписании контракта сроком на один год с Эрнандесом.
29 декабря 2022 года Эрнандес вернулся в «Пеньяроль» на правах свободного агента, подписав с клубом годовой контракт. В 2024 году защищал цвета аргентинского «Росарио Сентраль», но в том же году присоединился к «Ливерпулю» из Монтевидео.

### Международная карьера
В дебютном товарищеском матче за основную сборную Уругвая против Анголы 11 августа (по московскому времени — 12 августа) 2010 года Абель Эрнандес вышел на замену вместо ветерана Себастьяна Абреу, заработал пенальти (был реализован Кавани) и сам забил гол в добавленное ко второму тайму время. В итоге Уругвай победил со счётом 2:0.
Летом 2011 года Эрнандес был вызван на Кубок Америки в Аргентине, который стал триумфальным для уругвайцев. Абель принял участие в двух матчах, в том числе в полуфинальной игре против Перу.
23 июня 2013 года Эрнандес забил 4 мяча в ворота сборной Таити в игре группового этапа Кубка конфедераций, проходящего в Бразилии. Кроме того, он установил рекорд турнира, забив самый быстрый гол за всю историю Кубка — спустя 1 минуту и 16 секунд после начала матча.

## Достижения
Командные
Палермо
- Победитель итальянской Серии B : 2013/14
- Финалист Кубка Италии: 2010/11

Сборная Уругвая
- Обладатель Кубка Америки: 2011

Личные
- Лучший бомбардир молодёжного чемпионата Южной Америки: 2009 (5 голов)
- Рекордсмен сборной Уругвая по количеству голов на Кубках конфедераций: 4 гола

## Клубная статистика
| Сезон     | Клуб              | Лига         | Чемпионат | Чемпионат | Кубок | Кубок | Кубок Лиги | Кубок Лиги | Междун. | Междун. |
| Сезон     | Клуб              | Лига         | Игры      | Голы      | Игры  | Голы  | Игры       | Голы       | Игры    | Голы    |
| --------- | ----------------- | ------------ | --------- | --------- | ----- | ----- | ---------- | ---------- | ------- | ------- |
| 2006/2007 | Сентраль Эспаньол | Примера      | 6         | 0         | —     | —     | —          | —          | —       | —       |
| 2007/2008 | Сентраль Эспаньол | Примера      | 24        | 9         | —     | —     | —          | —          | —       | —       |
| 2008/2009 | Пеньяроль         | Примера      | 8         | 3         | —     | —     | —          | —          | 0       | 0       |
| 2008/2009 | Палермо           | Серия А      | 6         | 0         | 0     | 0     | —          | —          | —       | —       |
| 2009/2010 | Палермо           | Серия А      | 21        | 7         | 1     | 0     | —          | —          | —       | —       |
| 2010/2011 | Палермо           | Серия А      | 22        | 3         | 3     | 1     | —          | —          | 4       | 4       |
| 2011/2012 | Палермо           | Серия А      | 20        | 6         | 0     | 0     | —          | —          | 0       | 0       |
| 2012/2013 | Палермо           | Серия А      | 14        | 1         | 1     | 0     | —          | —          | —       | —       |
| 2013/2014 | Палермо           | Серия B      | 28        | 14        | 2     | 0     | —          | —          | —       | —       |
| 2014/2015 | Халл Сити         | Премьер-лига | 26        | 4         | 1     | 0     | 0          | 0          | —       | —       |
| 2015/2016 | Халл Сити         | Чемпионшип   | 42        | 21        | 0     | 0     | 3          | 1          | —       | —       |
| 2016/2017 | Халл Сити         | Премьер-лига | 24        | 4         | 2     | 1     | 3          | 0          | —       | —       |
| 2017/2018 | Халл Сити         | Чемпионшип   | 10        | 8         | 0     | 0     | 0          | 0          | —       | —       |
| 2018/2019 | ЦСКА              | Премьер-лига | 14        | 3         | 0     | 0     | —          | —          | 1       | 0       |